# Campionato mondiale di hockey su ghiaccio maschile 2000
Il 64º Campionato mondiale di hockey su ghiaccio maschile, organizzato sotto il patrocinio dell'International Ice Hockey Federation, si è svolto in Russia, che lo ha ospitato nella città di San Pietroburgo nel 2000.
Il torneo è stato vinto dalla Repubblica Ceca, che ha sconfitto in finale la Slovacchia. Al gradino più basso del podio è giunta invece la squadra della Finlandia, che si è imposta sul Canada nella gara valida per la medaglia di bronzo.

## Classifica finale
| Pos. | Squadra     |
| ---- | ----------- |
| 1    | Rep. Ceca   |
| 2    | Slovacchia  |
| 3    | Finlandia   |
| 4    | Canada      |
| 5    | Stati Uniti |
| 6    | Svizzera    |
| 7    | Svezia      |
| 8    | Lettonia    |
| 9    | Bielorussia |
| 10   | Norvegia    |
| 11   | Russia      |
| 12   | Italia      |
| 13   | Austria     |
| 14   | Ucraina     |
| 15   | Francia     |
| 16   | Giappone    |